# إيكاترينا فلاديميروفا
إيكاترينا سيرجيفنا فلاديميروفا (بالروسية: Екатерина Сергеевна Владимирова) (من مواليد 10 أغسطس 1991 ، تومسك) هي ممثلة روسية.

## حياتها
بدأت في طفولتها بزيارة دروس مسرح ورقص تعبيري اضطرت إلى قطعها بسبب إصابة في الظهر. سجلت في في جامعة الهندسة في تومسك، ولكنها قطعت دراستها. وغادرت إلى موسكو حيث عملت في مكتب علاقات عامة وعملت في تسويق أدوات رياضية. وبعدها انتقلت إلى التمثيل. ي عام 2015 درست في مدرسة موسكو للسينما الجديدة. في عام 2016، تدربت في لوس أنجلوس مع مدرب التمثيل إيفانا تشوبوك. بدأت مسيرتها الفنية عام 2015 في مسلسل «المطبخ»، واشتهرت عام 2016 في فيلم «خذ الضربة يا ولد!» الذي مثلت فيه دوري توأمين مختلفتين تماما.

## أعمالها
- مسلسل «المطبخ»، مثلت في حلقة واحدة (2015)
- فيلم «خذ الضربة، حبيبي!»، في دوري الأختين تاتيانا وسفيتلانا (2016)
- مسلسل «من خلال المتاعب والأحزان»، في دور مارينا (2017)
- مسلسل «مضيفة»، في دور أولغا (2019)
- مسلسل «فيلاتوف»، في دور ألكسيفا (2019)
- مسلسل «المطبخ»، في دور الصحفية مارينا (2019)
- فيلم «خلف خطوط العدو»، في دورالمقاتلة سارة (2020 إنتاج بريطاني، إخراج أندرس بانكي [الإنجليزية])[5]
- مسلسل «شياطين البحر - مهمة خاصة»، في دور «النورس» (2020)
- مسلسل «أولغا»
- مسلسل «حب في أسبوع إجازة»، في دور كارينا (2020)[3]